# Ansegis von Troyes
Ansegis von Troyes († 28. Dezember 970) war Bischof von Troyes und Kanzler und Großalmosenier von König Rodulf von Frankreich.
Sein Geburtsjahr ist unbekannt. Auch der Beginn seiner Amtszeit als Bischof ist nicht überliefert. Am 6. Dezember 924 schlug er in einer Schlacht am Berg Calaus mit den Grafen Garnier von Sens, Menasse von Dijon und Bischof Josselin von Langres den Normannenherzog Ragnvald.
Am 28. Dezember 970 starb er. Er ist in der Kathedrale von Troyes in einem Sarkophag bestattet.